# Jenatsch (Film)
Jenatsch ist der Titel eines Filmes über den Bündner Pfarrer und Politiker Jörg Jenatsch nach dem Roman Jürg Jenatsch von Conrad Ferdinand Meyer. Bei der französisch-schweizerischen Koproduktion aus dem Jahr 1987 führte Daniel Schmid Regie. Der Film startete am 6. Oktober 1988 in den deutschen Kinos.

## Handlung
Protagonist ist der Journalist Christophe Sprecher, der mit seiner Freundin Nina zusammenlebt. Er entwendet bei einem Interview mit dem greisen Anthropologen Dr. Tobler, der Jenatschs Grab untersucht hatte, eine Messingschelle, die der Schlüssel zum Geheimnis um den Mörder Jenatschs sein soll.
Sprecher entdeckt, dass er sich dank der Schelle ins 17. Jahrhundert versetzen kann, und sein Leben wird zunehmend von Jenatsch bestimmt. Die Beziehung zu Nina gerät in eine tiefe Krise. Beim Versuch, alles wieder in Ordnung zu bringen, gerät er in ein Maskentreiben und erschlägt den zechenden Jenatsch.

## Kritik
- film-dienst: Ein elegant inszeniertes und fotografiertes Traumspiel, das trotz des offensichtlichen Talents seines Regisseurs zu unverbindlich zerfließt. Auch die Figur des Freiheitshelden dient lediglich als Aufhänger für ein Verwirrspiel, in dem sich die verschiedenen Ebenen mitunter präzise durchdringen.